# Thorstein Elias Hjaltelin

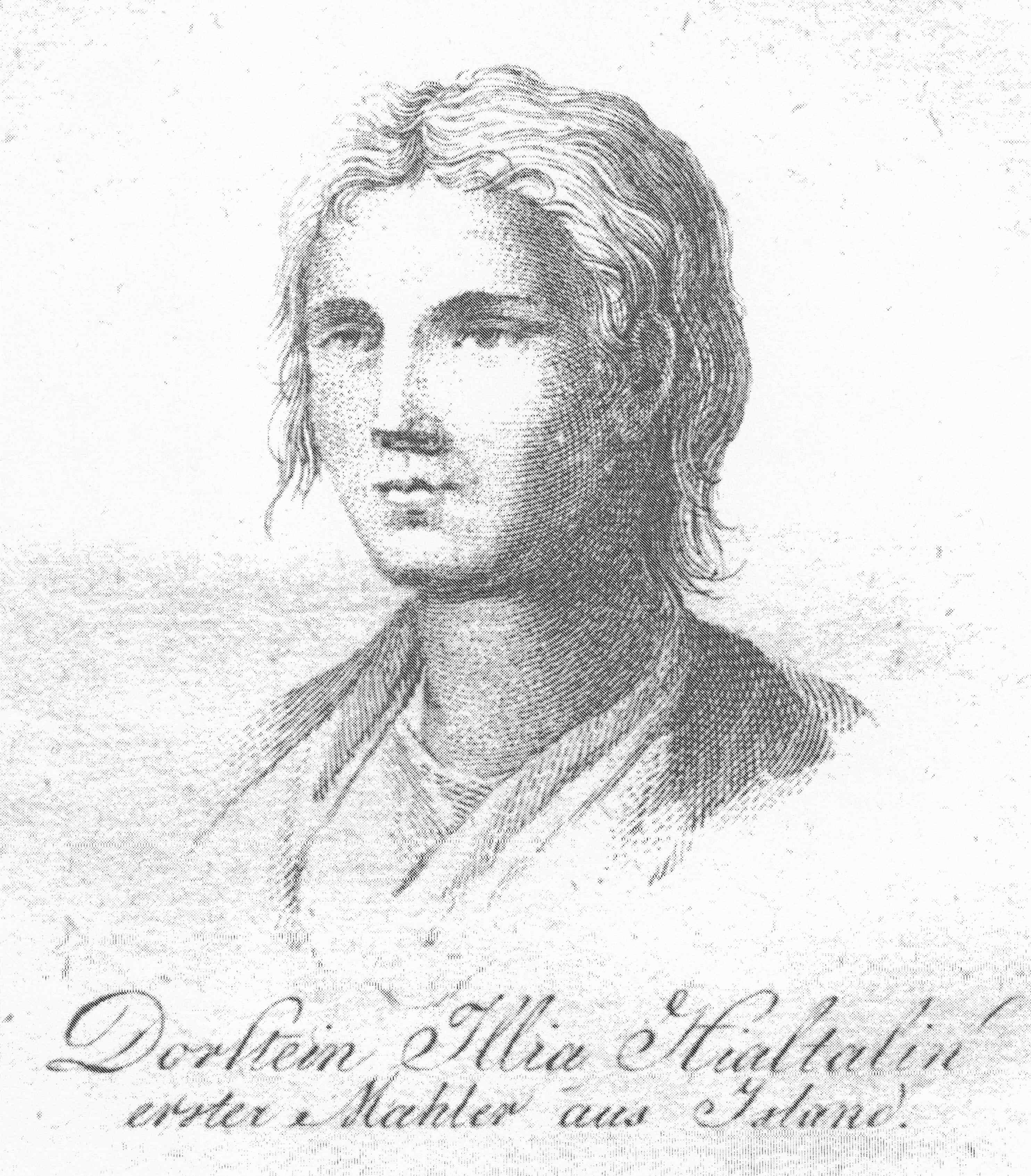
Dorstein Illia Hialtalin,
erster Mahler aus Island.
(Abbildung von 1804)

Thorstein Elias Hjaltelin, auch Thorstein Ilia Hjaltalín oder früher Dorstein Illia Hialtalin genannt, eigentlich Isländisch Þorsteinn Elias Hjaltalín (* 1771 auf Island; † 1817 in Halle) war ein isländischer Miniaturen- und Landschaftsmaler, der über 20 Jahre in Braunschweig für die Stobwassersche Lackwarenmanufaktur arbeitete.

## Leben und Werk
Thorstein Elias Hjaltelin wurde als 16. Kind seiner Eltern auf Island geboren. 1789, im Alter von 18 Jahren, verließ er die Insel Richtung Europa. Nachdem er Schiffbruch erlitten und dadurch mittellos geworden war, kam er zunächst über Dänemark nach Danzig, von wo aus er über zahlreiche Umwege schließlich 1792 nach Braunschweig gelangte. Der zu diesem Zeitpunkt bereits für seine Lackwaren über die Grenzen des Herzogtums Braunschweig bekannte Fabrikant Johann Heinrich Stobwasser nahm ihn auf und erkannte sein Talent zum Kunstmaler. Er ließ Hjaltelin Deutsch lernen und machte ihn mit dem berühmten Landschaftsmaler Pascha Johann Friedrich Weitsch bekannt, der im nahe gelegenen Salzdahlum lebte. Dieser bildete Hialtalin drei Jahre lang aus, wobei der Isländer auch Zugang zur Kunst- und Gemäldegalerie Herzog Anton Ulrichs von Braunschweig-Wolfenbüttel im Schloss Salzdahlum hatte, deren Werke seine späteren Arbeiten beeinflussten.
Hjaltelin brachte es zu großer Kunstfertigkeit, insbesondere bei der Darstellung von Landschaften, worin er seinen Meister teilweise übertraf. Nach 1795 arbeitete er bis zu seinem Lebensende erfolgreich als Kopist und Miniaturenmaler für die Stobwassersche Lackwarenmanufaktur. Seine Arbeiten, von denen einige erhalten sind, machten ihn bald über die Grenzen der Stadt hinaus bekannt. Im Jahre 1800 (nach anderer Quelle 1804) heiratete er in Braunschweig. Die Ehe blieb kinderlos. Seine Ehefrau überlebte ihn um 40 Jahre und starb 1856. Von Braunschweig aus unternahm Hjaltelin ab 1802 mehrere Reisen, so nach Dresden und in die Oberlausitz, wo er zwei erhaltene Landschaften im niederländischen Stil schuf.